# Pyramica ludovici
Pyramica ludovici är en myrart som först beskrevs av Auguste-Henri Forel 1904.  Pyramica ludovici ingår i släktet Pyramica och familjen myror. Inga underarter finns listade i Catalogue of Life.

## Bildgalleri